# Waled Desa
Waled Desa is een bestuurslaag in het regentschap Cirebon van de provincie West-Java, Indonesië. Waled Desa telt 3266 inwoners (volkstelling 2010).